# Stora basaren (Teheran)

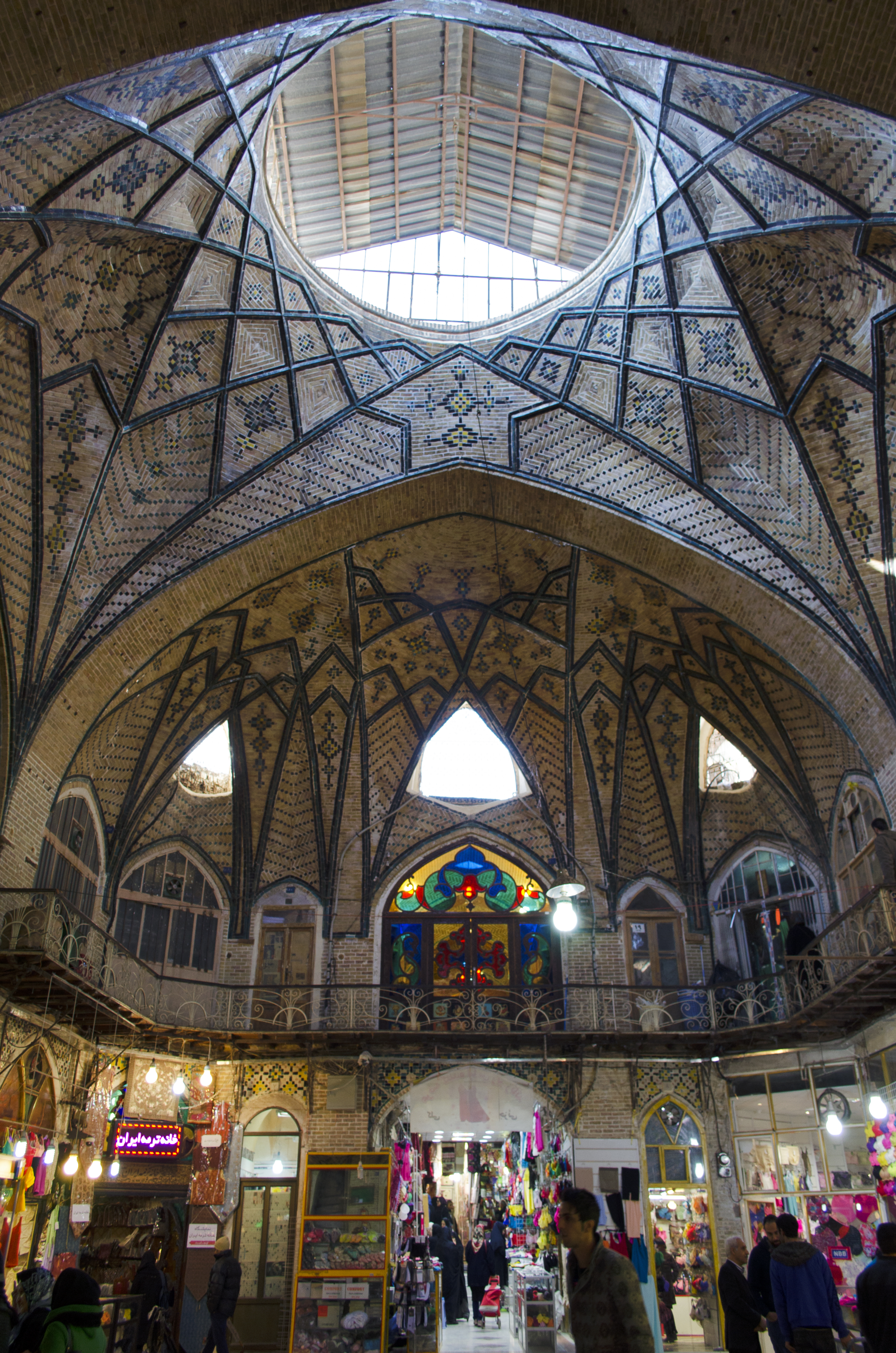
Stora basaren i Teheran.

Stora basaren (persiska: بازار بزرگ) är Teherans äldsta basar där det säljs allt möjligt. Det finns separata små basarer i komplexet där det säljs specifika saker.

## Bilder

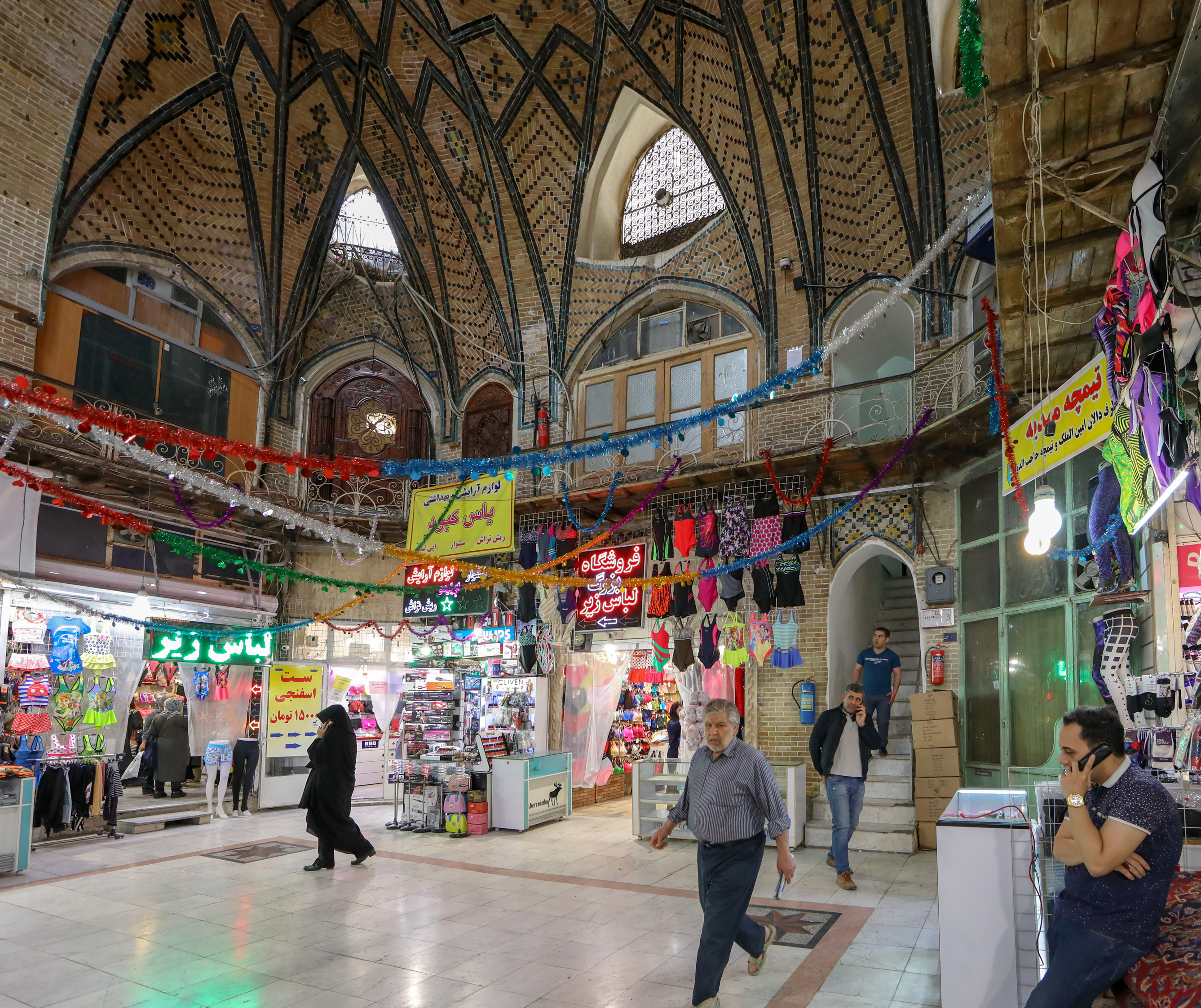
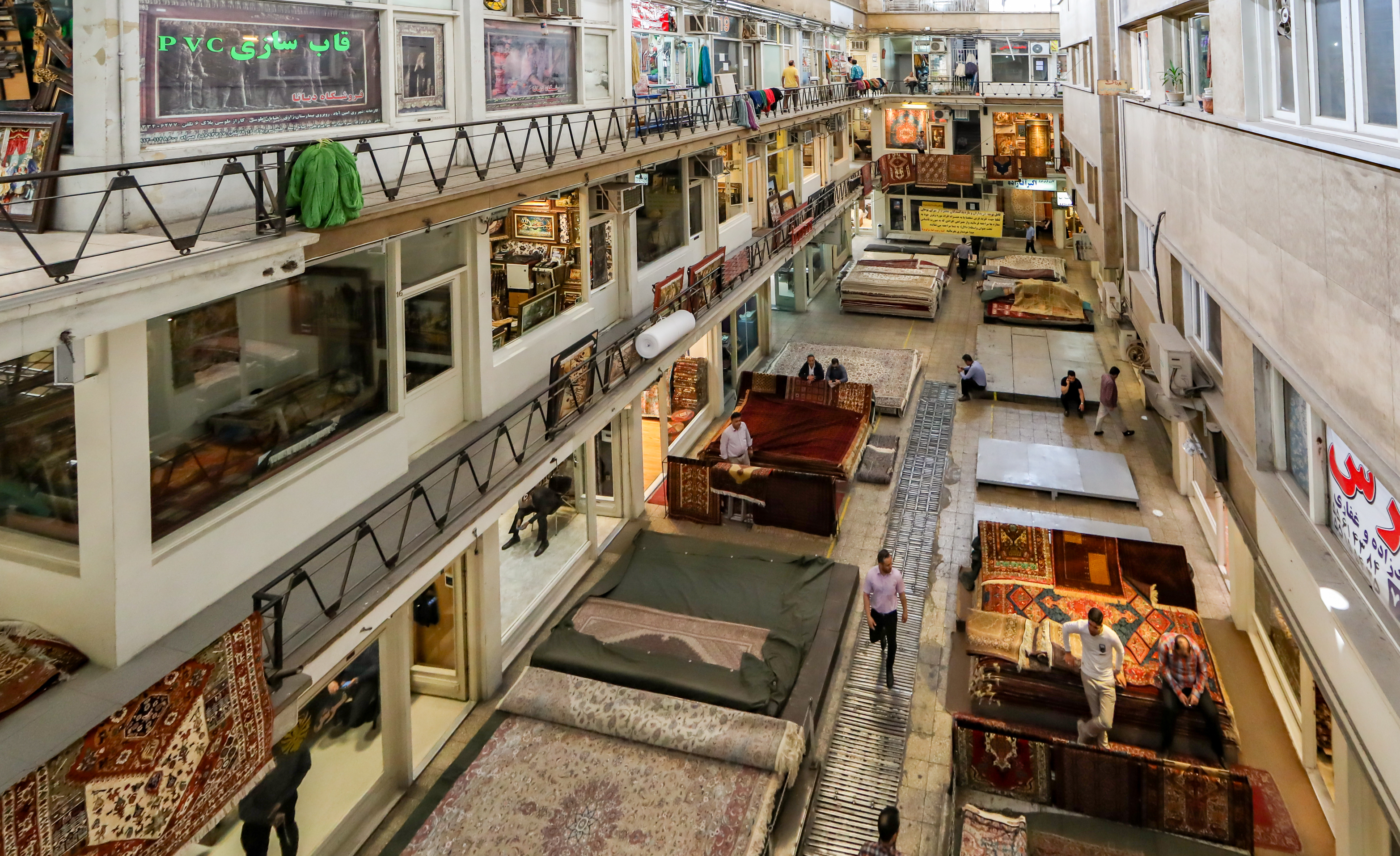
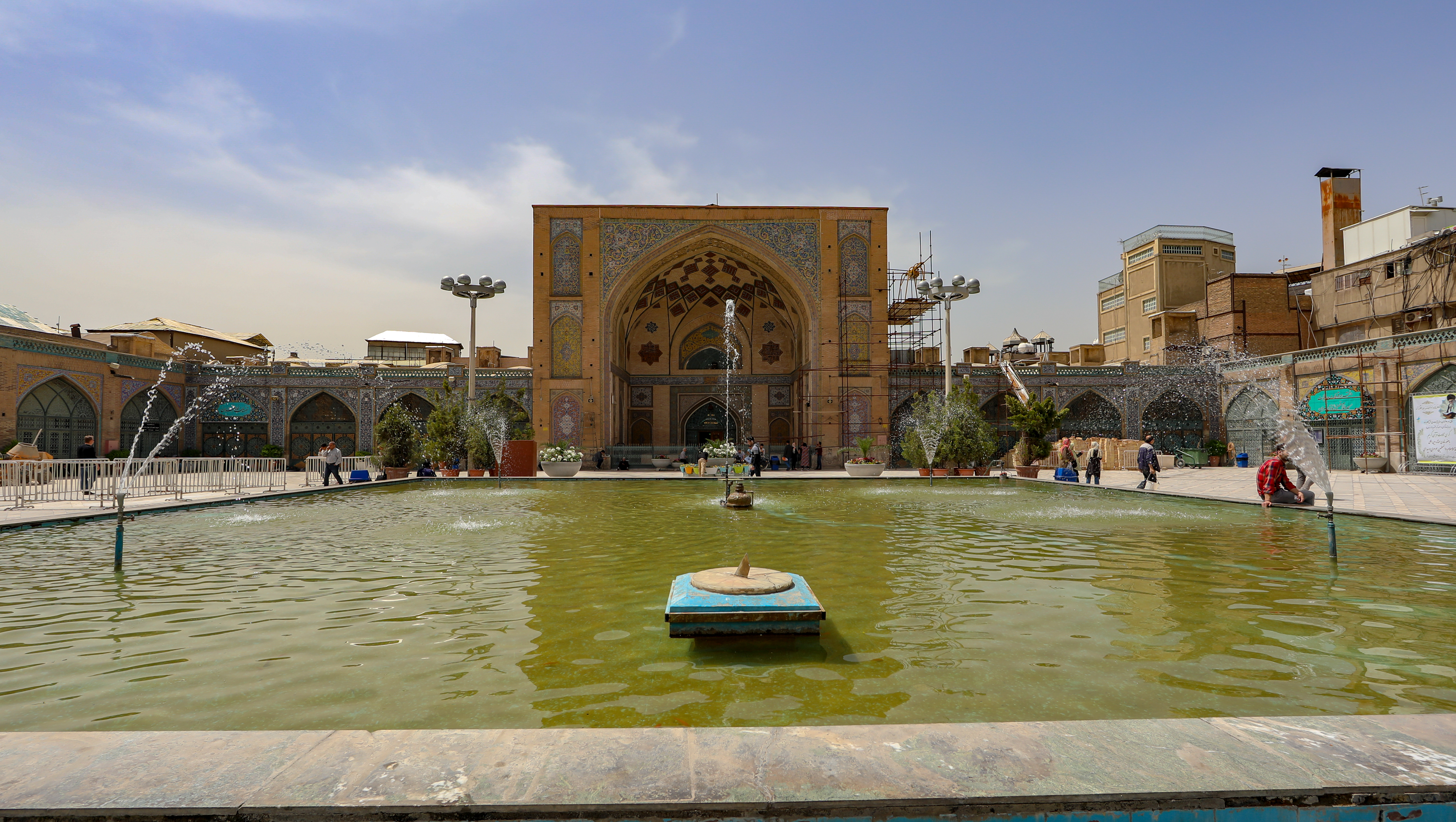
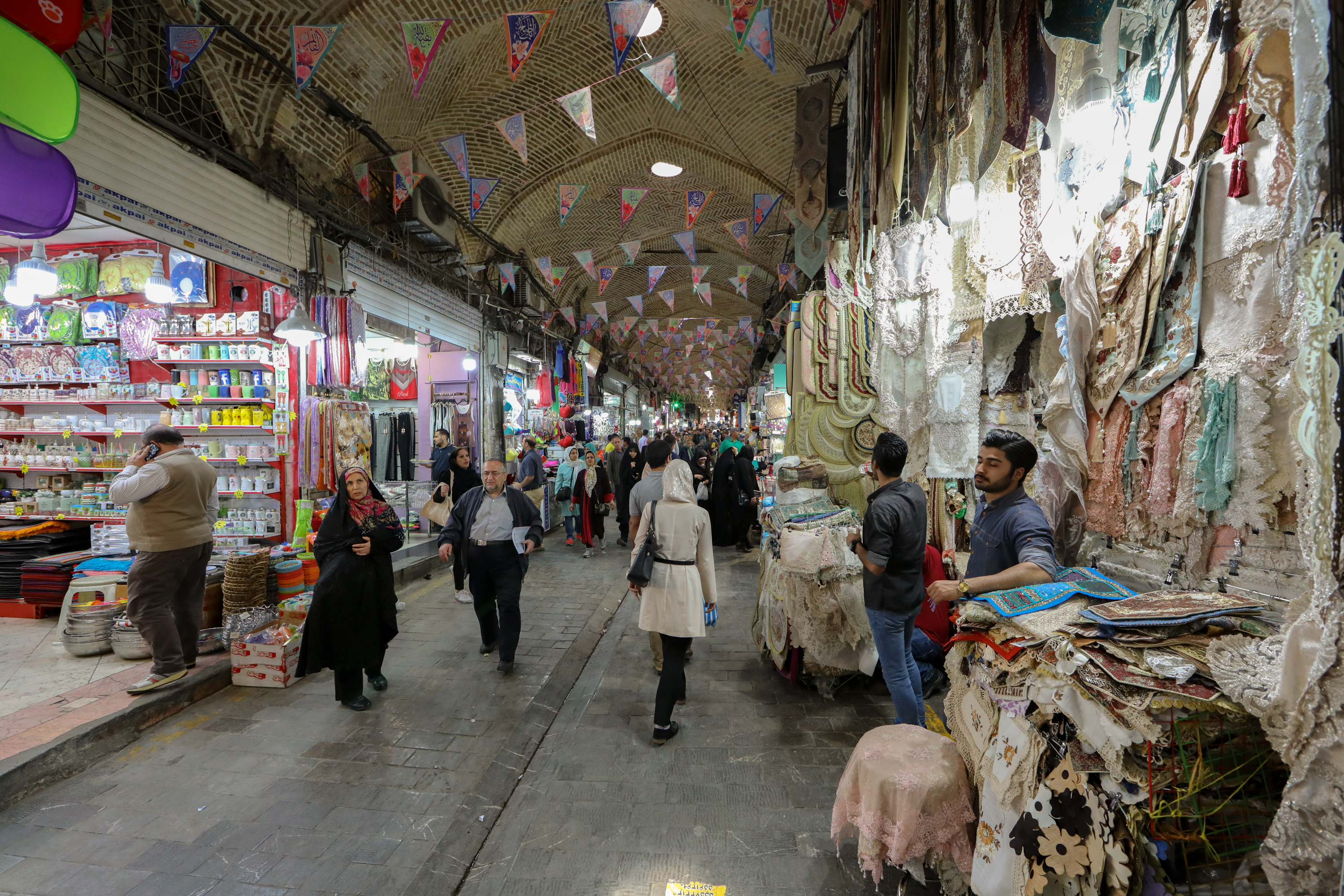
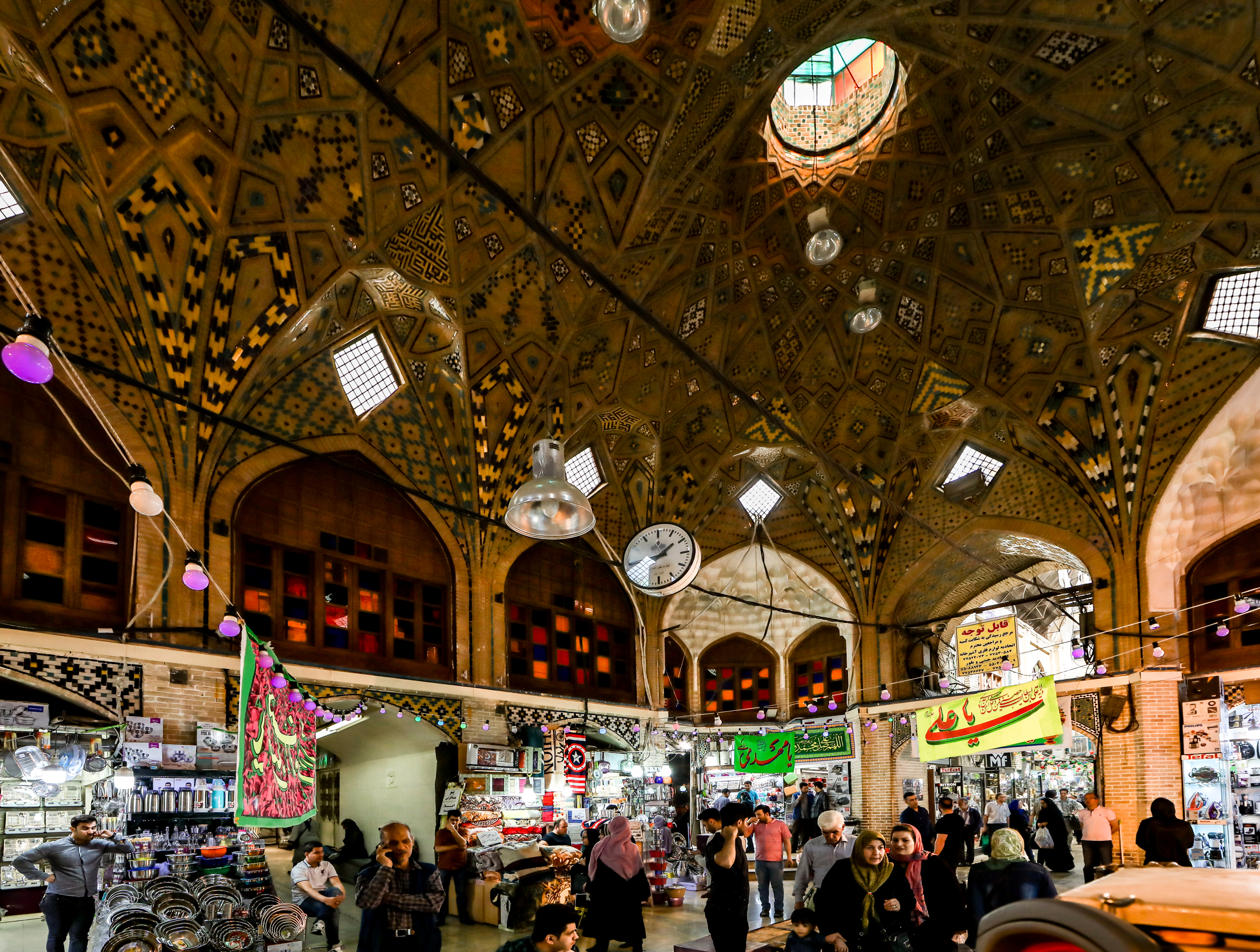
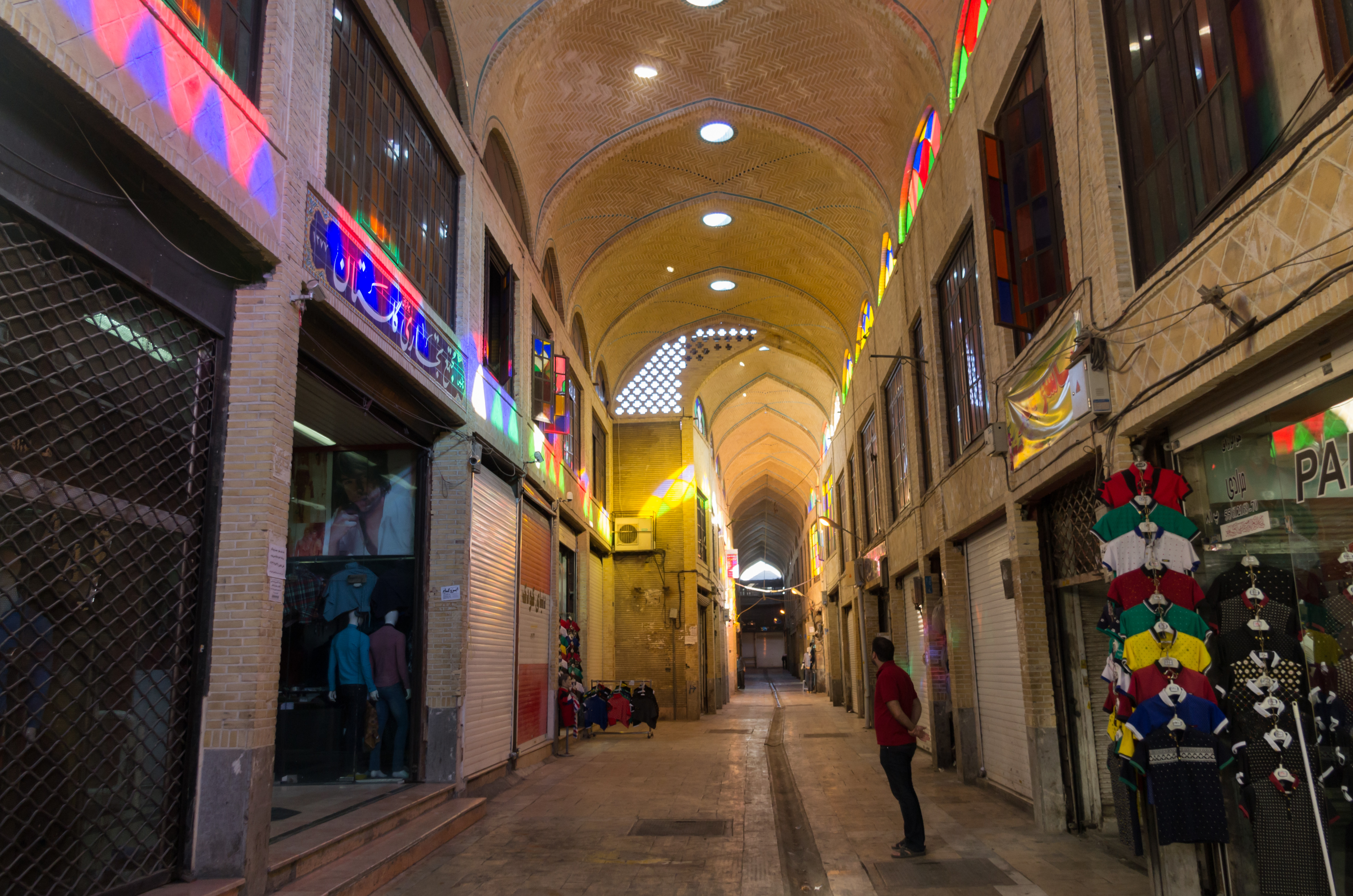